# Royler Gracie
Royler Gracie (Rio de Janeiro, 6 de dezembro de 1965) é um ex lutador brasileiro de artes marciais mistas (MMA) e de jiu-jitsu. Ele é associado à academia Gracie Humaitá. É irmão de Rickson Gracie, Rolker Gracie, Royce Gracie, Relson Gracie, Rorion Gracie, Robin Gracie e filho do criador do jiu-jitsu brasileiro Hélio Gracie. Royler atualmente é faixa coral vermelha e preta de Jiu-Jitsu e faixa preta de judô.

## Biografia
Royler representou a Academia Gracie nos primeiros campeonatos mundiais de Jiu-Jitsu, promovido por seu primo Carlos Gracie Jr. Foi foi quatro vezes campeão mundial pela IBJJF (1996,1997,1998 e 1999), tornando-se até hoje, um dos maiores vencedores do evento e um dos principais atletas do peso pena de todos os tempos.
Outro evento que o tornou reconhecido mundialmente foi o ADCC, promovido pelo Sheik dos Emirados Árabes Unidos. Royler venceu o torneio três vezes na categoria até 66 quilos, nos anos de 1999, 2000 e 2001.
Com a ida de seus irmãos Rickson e Royce para os Estados Unidos, Royler permaneceu vivendo no Brasil durante muitos anos e herdou de seu pai a responsabilidade de liderar a Academia Gracie Humaitá. Como professor foi responsável pela formação de grandes atletas e professores como os campeões mundiais Xande, Omar Salum, Marcus Norat e Saulo Ribeiro, além dos lutadores de MMA Fabrício "Morango", Vinny Magalhães, Cristiano Marcelo e muitos outros.
No ano de 2000, Royler mudou-se para San Diego na Califórnia, onde dirige uma academia e viaja frequentemente ao redor do mundo promovendo seminários e divulgando o jiu-jitsu e a filosofia desenvolvida por seu pai.
Despediu-se das competições no AFC 1, num combate vencido pelo japonês Masakatsu Ueda por decisão dividida.

## Cartel no MMA
| Res.    | Cartel | Oponente          | Método                       | Evento                         | Data       | Round | Tempo | Local            | Notas                                      |
| ------- | ------ | ----------------- | ---------------------------- | ------------------------------ | ---------- | ----- | ----- | ---------------- | ------------------------------------------ |
| Derrota | 5-5-1  | Masakatsu Ueda    | Decisão (dividida)           | Amazon Forest Combat 1         | 14/09/2011 | 3     | 5:00  | Manaus, Amazonas | Luta de Aposentadoria.                     |
| Derrota | 5-4-1  | Hideo Tokoro      | Decisão (unânime)            | K-1 - Premium 2006 Dynamite!!  | 31/12/2006 | 3     | 5:00  | Osaka            |                                            |
| Derrota | 5-3-1  | Norifumi Yamamoto | Nocaute (soco)               | K-1 - Hero's 3                 | 07/09/2005 | 2     | 0:38  | Tóquio           | Quartas de Final do GP de Leves do Hero's. |
| Vitória | 5-2-1  | Koji Yoshida      | Decisão (majoritária)        | K-1 - Hero's 2                 | 07/06/2005 | 2     | 5:00  | Tóquio           |                                            |
| Vitória | 4-2-1  | Kazuyuki Miyata   | Finalização (triângulo)      | Rumble on the Rock 6           | 20/11/2004 | 2     | 2:46  | Honolulu, Hawaii |                                            |
| Derrota | 3-2-1  | Genki Sudo        | Nocaute (socos)              | K-1 MMA ROMANEX                | 22/05/2004 | 1     | 3:40  | Saitama          |                                            |
| Empate  | 3-1-1  | Takehiro Murahama | Empate                       | DEEP - 1st Impact              | 01/08/2001 | 2     | 10:00 | Nagoya           |                                            |
| Derrota | 3-1    | Kazushi Sakuraba  | Finalização Técnica (kimura) | Pride 8                        | 21/11/1999 | 2     | 13:16 | Tóquio           |                                            |
| Vitória | 3-0    | Yuhi Sano         | Finalização (chave de braço) | Pride 2                        | 15/03/1998 | 1     | 33:14 | Yokohama         |                                            |
| Vitória | 2-0    | Noboru Asahi      | Finalização (mata leão)      | Vale Tudo Japan 1996           | 07/07/1996 | 1     | 5:07  | Urayasu          |                                            |
| Vitória | 1-0    | Ivan Lee          | Finalização (mata leão)      | Universal Vale Tudo Fighting 2 | 24/06/1996 | 1     | 1:33  | Brasil           |                                            |